# Saint-Étienne-de-Serre
Saint-Étienne-de-Serre település Franciaországban, Ardèche megyében. Lakosainak száma 217 fő (2022. január 1.). Saint-Étienne-de-Serre Ajoux, Creysseilles, Gluiras, Issamoulenc, Pranles, Saint-Pierreville és Saint-Sauveur-de-Montagut községekkel határos.

## Népesség
A település népessége az elmúlt években az alábbi módon változott:
| Lakosok száma | 317  | 192  | 186  | 201  | 222  | 232  | 221  | 211  | 207  | 217  |
|               | 1968 | 1982 | 1990 | 2006 | 2013 | 2015 | 2017 | 2019 | 2020 | 2022 |